# Куян (село)
Ку́ян (кабард.-черк. Куян) — село в Терском районе республики Кабардино-Балкария. Входит в состав муниципального образования «Сельское поселение Красноармейское». 

## География
Селение расположено в северо-западной части Терского района, в 17 км к северу от районного центра Терек и в 62 км к северо-востоку от города Нальчик.
Граничит с землями населённых пунктов: Опытное и Красноармейское на севере, Арик на юге и Джулат на юго-западе.
Населённый пункт расположен на наклонной Кабардинской равнине, в переходной от предгорной в равнинную, зоне республики. Средние высоты на территории села составляют 217 метров над уровнем моря. Рельеф местности представляют собой в основном предгорную наклонную равнину с бугристыми возвышенностями. К востоку от села возвышаются склоны Арикского хребта.
Гидрографическая сеть на территории села в основном представлена водоканалами. Так вдоль северной окраины села тянется главная артерия Малокабардинского канала, через центр села проходит канал Куян и к востоку от села тянется Тамбовский канал.
Климат влажный умеренный. Лето жаркое. Средняя температура воздуха в июле составляет около +23,0°С. Зима мягкая и длится около трех месяцев с частыми оттепелями. Средняя температура января составляет -2,5°С. В общем среднегодовая температура воздуха составляет +10,5°С. Среднегодовое количество осадков составляет около 620 мм. В конце лета возможны засухи, вызванные воздействием воздушных течений исходящими из Прикаспийской низменности.

## История
Село основано в 1924 году осетинами-мусульманами переселившимися в Кабарду в 1921 году, после её выхода из состава Горской АССР.
Во время Великой Отечественной войны, в ноябре 1942 года село было оккупировано немецкими войсками. Освобождено в начале января 1943 года.
В 1944 году включён в состав Красноармейского сельского совета.
С конца 1970-х годов в селе проживает крупная диаспора турок-месхетинцев, мигрантов-репатриантов из Средней Азии, которые не получив возможности вернуться на свою историческую родину Месхетия в Грузии, были расселены в равнинных территориях различных регионов Северного Кавказа.
Ныне село Куян слился с близлежащими сёлами Красноармейское и Опытное, и практически представляют собой один населённый пункт.

## Население
| 2002 | 2010 | 2021 |
| ---- | ---- | ---- |
| 593  | ↘561 | ↘549 |

Национальный состав
По данным Всероссийской переписи населения 2010 года:
| Народ      | Численность, чел. | Доля от всего населения, % |
| ---------- | ----------------- | -------------------------- |
| турки      | 349               | 62,2 %                     |
| кабардинцы | 123               | 22,0 %                     |
| осетины    | 71                | 12,6 %                     |
| другие     | 18                | 3,2 %                      |
| всего      | 561               | 100 %                      |

По данным Всероссийской переписи населения 2021 года:
| Народ      | Численность, чел. | Доля от всего населения, % |
| ---------- | ----------------- | -------------------------- |
| турки      | 372               | 67,76 %                    |
| кабардинцы | 108               | 19,67 %                    |
| осетины    | 68                | 12,39 %                    |
| другие     | 1                 | 0,18 %                     |
| всего      | 549               | 100,0 %                    |

Половозрастной состав
По данным Всероссийской переписи населения 2010 года:
| Возраст     | Мужчины, чел. | Женщины, чел. | Общая численность, чел. | Доля от всего населения, % |
| ----------- | ------------- | ------------- | ----------------------- | -------------------------- |
| 0 — 14 лет  | 52            | 74            | 126                     | 22,5 %                     |
| 15 — 59 лет | 177           | 167           | 344                     | 61,3 %                     |
| от 60 лет   | 44            | 47            | 91                      | 16,2 %                     |
| Всего       | 273           | 288           | 561                     | 100,0 %                    |

Мужчины — 273 чел. (48,7 %). Женщины — 288 чел. (51,3 %).
Средний возраст населения — 34,6 лет. Медианный возраст населения — 33,5 лет.
Средний возраст мужчин — 36,0 лет. Медианный возраст мужчин — 35,1 лет.
Средний возраст женщин — 33,3 лет. Медианный возраст женщин — 32,6 лет.

## Инфраструктура
Основные объекты социальной инфраструктуры являются общими с другими населёнными пунктами сельского поселения и расположены в селе Опытное.

## Улицы
| Осетинская |

| Степная |

## Примечание
1. 1 2  Итоги Всероссийской переписи населения 2020 года (по состоянию на 1 октября 2021 года)
2. ↑  Численность населения Кабардино-Балкарской Республики по сельским населённым пунктам по итогам ВПН-2002
3. ↑  Численность населения КБР в разрезе населённых пунктов по итогам Всероссийской переписи населения 2010 года
4. 1 2  База микроданных Всероссийской переписи населения 2010 года. Дата обращения: 14 ноября 2015. Архивировано из оригинала 9 июня 2014 года.
5. ↑  Итоги Всероссийской переписи населения 2020 года. Том 5. Национальный состав и владение языками. Таблица 1. Национальный состав населения Кабардино-Балкарской Республики, городских округов и муниципальных районов. Дата обращения: 9 октября 2023. Архивировано 16 октября 2023 года.
6. ↑  Численность населения КБР по итогам Всероссийской переписи населения 2010 года. Дата обращения: 9 декабря 2016. Архивировано из оригинала 24 июня 2016 года.